# Меланины
Меланины (др.-греч. μέλας, родительный падеж μέλανος — чёрный) — высокомолекулярные пигменты, которые имеют нерегулярную структуру и сложный химический состав. В зависимости от химического строения их подразделяют на: эумеланины, феомеланины и алломеланины. Меланины содержатся в коже, волосах, радужной оболочке глаза, секретируемых чернилах головоногих и т. п. Меланины не обязательно находятся в покровах; например, у человека много меланинов обнаруживается во внутреннем ухе и некоторых отделах мозга.
Меланин в кожных покровах позвоночных вырабатывается специализированными клетками — меланоцитами.
Миграцию меланина в организме обеспечивают макрофаги-меланофоры, которые из-за отсутствия тирозиназы не способны к синтезу меланина.

## Химия меланинов

Структура молекулы эумеланина (стрелка указывает продолжение полимера). Изредка вместо (COOH) может присутствовать H.

Меланины — нерастворимые полимеры, продукты окислительных превращений аминокислоты тирозина. При синтезе меланина вначале из тирозина образуется диоксифенилаланин (ДОФА), затем — ДОФА-хром, реакцию катализирует фермент тирозиназа. ДОФА-хром полимеризуется и приводит к образованию меланинов.
Меланины у позвоночных образуются в меланоцитах, где откладываются в виде гранул, в связанном с белком виде (т. н. меланопротеиды).

### Виды меланинов
У человека существуют четыре основных типа меланинов: алломеланин, эумеланины, феомеланины и нейромеланины. Эумеланины встречаются наиболее часто; могут иметь коричневую или чёрную окраску. Феомеланины имеют красноватую окраску, они придают характерный розовый или красный цвет губам, соскам, половым органам; волосы, содержащие феомеланин, будут иметь рыжий цвет. Нейромеланин обнаруживается в мозге, функции его до сих пор неизвестны.

## Биологическая функция
Меланины широко распространены в растительных и животных тканях, а также у простейших. Они определяют окраску кожи и волос, например масти лошадей, цвет перьев птиц (совместно с интерференционной окраской), чешуи рыб, кутикулы насекомых. Меланины поглощают ультрафиолетовые лучи, и тем самым защищают ткани глубоких слоёв кожи от лучевого повреждения.
Меланины могут иметь пониженную концентрацию, и даже вовсе отсутствовать — у альбиносов.
В результате экспериментов (Жеребин и другие, 1984) было выявлено, что длительное введение водорастворимого меланина препятствует развитию у животных чрезмерных эмоционально-реактивных проявлений и достоверно снижает аффективные реакции у эмоциональных крыс. При этом выявлено, что препарат предотвращает язвообразование, снижает число кровоизлияний в слизистую желудка и препятствует снижению общей массы тела животных в условиях стресса.
Согласно исследованиям Моссэ И. Б. и др. (Институт генетики и цитологии НАН Беларуси, Минск), Жаворонков Л. П. и др. (Медицинский радиологический научный центр РАМН, 249020, Обнинск, Россия) меланин является уникальной основой средства профилактики генетических и онтогенетических последствий облучения. Особая ценность исследований названных учёных состоит в том, что опыты проводили in vivo. Меланин снижает накопление радионуклидов в организме (активный сорбент урана и трансурановых элементов).
Меланин является одним из самых мощных антиоксидантов (концентрация парамагнитных центров 8⋅1017 спин\гр.).

## Генетические расстройства и болезненные состояния
Существует порядка девяти типов глазного альбинизма, который в основном является аутосомно-рецессивным заболеванием. Определённые этнические группы имеют более высокую заболеваемость различными формами. Например, наиболее распространённый тип, называемый окулокутативный тип альбинизма 2 (ОСА2), особенно часто встречается среди людей чёрного африканского происхождения. Это аутосомно-рецессивное заболевание, характеризующееся врождённым уменьшением или отсутствием пигмента меланина в коже, волосах и глазах. Предполагаемая частота ОСА2 среди афроамериканцев составляет 1 на 10 000, что контрастирует с частотой 1 на 36 000 для белых американцев. В некоторых африканских странах частота расстройств ещё выше: от 1 на 2000 до 1 на 5000. Другая форма альбинизма, «жёлтый глазной альбинизм», по-видимому, более распространена среди амишей, которые имеют преимущественно швейцарское и немецкое происхождение. Люди с этим вариантом синдрома при рождении обычно имеют белые волосы и кожу, но в младенчестве быстро развивают нормальную пигментацию.
Глазной альбинизм влияет не только на пигментацию глаза, но и на остроту зрения. Люди с альбинизмом обычно показывают нарушения остроты зрения в диапазоне от 20/60 до 20/400.
Связь между альбинизмом и глухотой хорошо известна, хотя и недостаточно понятна. В своем трактате 1859 года «О происхождении видов» Чарльз Дарвин заметил, что «кошки полностью белые и с голубыми глазами, как правило, глухи». У людей гипопигментация и глухота встречаются вместе при редком синдроме Ваарденбурга, который преимущественно наблюдается у индейцев хопи в Северной Америке. Заболеваемость альбинизмом у индейцев хопи оценивается примерно в 1 на 200 человек. Подобные образцы альбинизма и глухоты были обнаружены у других млекопитающих, включая собак и грызунов. Однако недостаток меланина сам по себе, по-видимому, не является непосредственной причиной глухоты, связанной с гипопигментацией, так как большинство людей, испытывающих недостаток в ферментах, необходимых для синтеза меланина, имеют нормальную слуховую функцию. Вместо этого отсутствие меланоцитов в stria vascularis внутреннего уха приводит к нарушениям в улитке, хотя причины этого до конца не ясны.
При болезни Паркинсона, расстройстве, которое влияет на нейромоторное функционирование, наблюдается снижение уровня нейромеланина в чёрной субстанции и coeruleus locus вследствие специфического выпадения дофаминергических и норадренергических пигментированных нейронов. Это приводит к снижению синтеза дофамина и норэпинефрина. В то время как никакой корреляции между расой и уровнем нейромеланина в чёрной субстанции не поступало, значительно более низкая частота возникновения паркинсонизма у чернокожих, чем у белых, «заставила некоторых предположить, что кожный меланин может каким-то образом служить для защиты нейромеланина в substantia nigra от внешних токсинов».
Вдобавок к дефициту меланина, молекулярный вес полимера меланина может быть уменьшен различными факторами, такими как окислительный стресс, воздействие света, изменения pH или локальных концентраций ионов металлов. Предполагается, что уменьшение молекулярной массы или степени полимеризации глазного меланина достаточно, чтобы превратить обычно антиоксидантный полимер в прооксидант и в своем прооксидантном состоянии меланин участвует в возникновении и прогрессировании дегенерации жёлтого пятна и меланомы. Разагилин, важный препарат для монотерапии при болезни Паркинсона, обладает меланино-связывающими свойствами и свойствами по уменьшению опухоли меланомы.
Однако более высокий уровень эумеланина также может быть недостатком, помимо более высокой склонности к дефициту витамина D. Тёмная кожа является осложняющим фактором при лазерном удалении невусов. Эффективные в лечении белой кожи лазеры, как правило, хуже справляются с удалением невусов у людей азиатского или африканского происхождения. Более высокая концентрация меланина у людей с более тёмной кожей просто рассеивает и поглощает лазерное излучение, подавляя поглощение света тканями-мишенями. Аналогичным образом, меланин может осложнить лазерное лечение других дерматологических состояний у людей с более тёмной кожей.
Веснушки и родинки образуются в местах с локализованной концентрацией меланина в коже. Они сильно связаны с бледной кожей.
Никотин обладает сродством к меланинсодержащим тканям из-за его функции прекурсора в синтезе меланина или его необратимого связывания с меланином. Предполагается, что это лежит в основе увеличения никотиновой зависимости и снижения частоты отказа от курения у более темнопигментированных лиц.

### На русском языке
- Огарков Б. Н., Огаркова Г. Р., Самусенок Л. В. Грибы — защитники, целители и разрушители. — Иркутск, 2008.
- Алексеева Т. Н., Орещенко А. В., Кулакова А. В., Дурнев А. Д., Самусенок Л. В., Огарков Б. Н. Антимутагенные свойства растительного меланинового пигмента // Хранение и переработка сельхозсырья. — 2001. — № 5. — С. 37—38.
- Жеребин Ю. М., Сава В. М., Колесник А. А., Богатский А. В. Исследования антиокислительных свойств эномеланина // Доклады АН СССР. — 1982. — Т. 262, № 1. — С. 112—115.
- Жеребин Ю. М., Бондаренко Н. А., Макан С. Ю., Финник В. П., Клеманова Н. Н., Маликова Л. А., Богатский А. В., Вальдман А. В. Фармакологические свойства эномеланиновых пигментов. // Доклады АН УССР. — 1984. — № 3. — С. 64—67.
- Моссэ И. Б., Кострова Л. Н., Дубовик Б. В., Плотникова С. И., Молофей В. П. Влияние меланина на мутагенное действие хронического облучения и адаптивный ответ у мышей // Радиационная биология, радиоэкология. — 1999. — Т. 39, № 2—3. — С. 329—333.
- Островский М. А., Донцов А. Е. Физиологические функции меланина в организме // Физиология человека. — 1985. — Т. 11, № 4. — С. 670.
- Борщевская М. И., Васильева С. М. Развитие представлений о биохимии и факмакологии меланиновых пигментов. // Вопросы медицинской химии. — 1999. — Т. 45, вып. 1. — С. 13—24.

### На английском языке
- Lerner А. В. Hormones and skin color (англ.) // Scientific American. — Springer Nature, 1961. — Vol. 205, no. 1.
- Mason Н. S. Structure of melanins // Pigment cell biology. — New York, 1959. — P. 563.
- Harley-Mason J. Melanins // Comprehensive biochemistry. — Amsterdam — London — New York, 1965. — Vol. 6.
- Clarke D. Melanin: Aging of the Skin and Skin Cancer, " EzineArticles.com.
- «Link 4-Melanin 95-97,» taken from R.A.Nicolaus,G.Scherillo La Melanina.Un riesame su struttura, proprietà e sistemi, Atti della Accademia Pontaniana, Vol.XLIV, 265—287, Napoli 1995.
- Dr. Mohammed O. Peracha, Dean Elloit, and Enrique Garcia-Valenzuela, «Occular Manifestations of Albinism» (Abstract at emedicine.com, Sept. 13, 2005).
- El Obeid A. et al. Herbal melanin modulates tumor necrosis factor (TNF-alfa), interleukin 6 (IL-6) and vascular endothelial growth factor (VEGF) production // Phytomedicine. — 2006. — Vol. 13. — P. 324—333.
- Montefoiori D. C., Zhou J. Selective antiviral activity of synthetic soluble L-tyrosine and L-dopa melanins against human immunodeficiency virus in vitro // Antiviral Research. — 1991. — Vol. 15, № 1. — P. 11. — doi:10.1016/0166-3542(91)90037-R. — получены данные об эффективности торможения репликации ВИЧ 1-го и 2-го типов в двух лимфобластных линиях клеток с помощью синтетических растворимых меланинов, полученных на основе окисления L-тирозина или L-ДОФА. Эффективные концентрации меланина (0,15—10 мкг/мл) токсичны для вируса и не токсичны для клеток.